# Công Bá Liễu
Công Bá Liễu (tiếng Trung: 公伯繚; bính âm: Gongbo Liao; Wade–Giles: Kung-po Liao), họ Công Bá, tên Liễu, hay Liêu (寮), tự Tử Chu (tiếng Trung: 子周; bính âm: Zizhou; Wade–Giles: Tzu-chou), người nước Lỗ thời Xuân thu, là một trong thất thập nhị hiền của Nho giáo.

## Cuộc đời
Theo Luận ngữ, Công Bá Liễu từng ở trước mặt Quý Hoàn tử gièm pha Tử Lộ. Đại phu Tử Phục Hà đem việc này nói cho Khổng Tử. Khổng Tử bèn đáp lại: Đạo được thi hành là do mệnh. Đạo bị bỏ đi là do mệnh. Công Bá Liễu sao sánh bằng mệnh.
Sách Khổng Tử gia ngữ của Vương Túc không có ghi chép về Công Bá Liễu, xem như loại bỏ Công Bá Liễu ra khỏi hàng đệ tử của Khổng Tử. Tiều Chu thời Quý Hán từng nhận xét: Ngờ rằng Công Bá Liễu là kẻ nói gièm, Khổng Tử không trách mà nói sao sánh bằng mệnh, không phải hàng đệ tử vậy. Cả hai đều cho rằng Tư Mã Thiên đã có nhầm lẫn.